# Atlantoraphidia maculicollis
Atlantoraphidia maculicollis är en halssländeart som först beskrevs av James Francis Stephens 1836.  Atlantoraphidia maculicollis ingår i släktet Atlantoraphidia och familjen ormhalssländor. Inga underarter finns listade i Catalogue of Life.